# Граф Мит

Герб графов Мит

Граф Мит (англ. Earl of Meath) — наследственный титул в системе Пэрства Ирландии, созданный в 1627 году для Уильяма Брабазона (1580—1651).

## История
Род графов Мит происходит от сэра Эдварда Брабазона (ок. 1548—1625), который представлял графство Уиклоу в Ирландской палате общин и занимал пост шерифа графства Стаффордшир в 1606 году. В 1616 году он стал пэром Ирландии, получив титул барона Арди. Ему наследовал его старший сын, Уильям Брабазон, 2-й барон Арди (1580—1651). В 1627 году для него был создан титул графа Мита (пэрство Ирландии). В 1651 году его преемником стал его сын, Эдвард Брабазон, 2-й граф Мит (1610—1675). Его внук, Эдвард Брабазон, 4-й граф Мит (1638—1707), служил лордом-лейтенантом графств Дублин и Килдэр. Он умер бездетным, и ему наследовал его младший брат, 5-й граф Мит. Он также занимал должность лорда-лейтенанта Дублина. Лорд Мит женился на Джулиане Чеуорт (1655—1692), дочери Патрика Чеуорта, 3-го и последнего виконта Чеуорта.

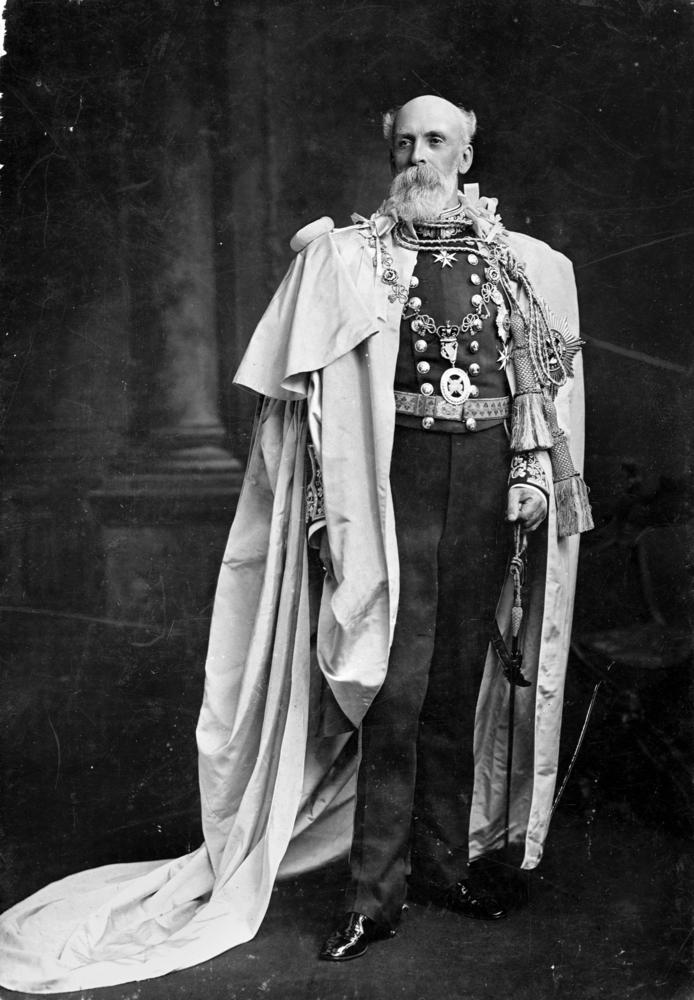
Реджинальд Брабазон, 12-й граф Мит

В 1707 году титул перешел к его старшему сыну, Чаворту Брабазону, 6-му графу Миту (1686—1763). Он занимал должности лорда-лейтенанта графств Дублин и Килдэр. Он скончался бездетным, его преемником стал младший брат, Эдвард Брабазон, 7-й граф Мит (1691—1772). Его внук, Уильям Брабазон, 9-й граф Мит, был убит на дуэли в 1797 году. Ему наследовал его младший брат, Джон Брабазон, 10-й граф Мит (1772—1851). Он занимал пост лорда-лейтенанта Дублина с 1831 по 1851 год. В 1831 году для него был возрожден титул барона Чаворта из Итон-Холла в графстве Херефорд (пэрство Соединённого королевства). Этот титул давал ему и его потомкам автоматическое место в Палате лордов Великобритании. Его сын, Уильям Брабазон, 11-й граф Мит (1803—1887), дважды избирался в Палату общин от графства Дублин (1830—1832, 1837—1841), а также занимал должность лорда-лейтенанта графства Уиклоу (1869—1887). Его преемником стал его сын, Реджинальд Брабазон, 12-й граф Мит (1841—1929). Он был политиком и филантропом. Его сын, 13-й граф Мит, носил чин бригадира гренадерской гвардии и ирландских гвардейцев в британской армии.
По состоянию на 2024 год, обладателем титула является его внук, Джон Энтони Брабазон, 15-й граф Мит (род. 1941), сменивший своего отца в 1998 году.
Достопочтенный Уильям Брабазон из Тара-хаус в графстве Мит, младший сын 7-го графа Мита, был отцом Барбары, которая стала женой Джона Мура. Их внук Джон Артур Генри Мур взял дополнительную фамилию «Брабазон» и стал отцом пионера авиации и консервативного политика Джона Мура-Брабазона, 1-го барона Брабазона из Тары (1884—1964).

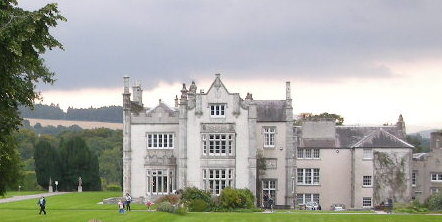
Килруддери-хаус, графство Уиклоу, современные дни

Фамильная резиденция — Килруддери-хаус в окрестностях Брея в графстве Уиклоу.

## Бароны Арди (1616)
- 1616—1625: Эдвард Брабазон, 1-й барон Арди (ок. 1548 — 7 августа 1625), старший сын сэра Уильяма Брабазона (ум. 1552);
- 1625—1651: Уильям Брабазон, 2-й барон Арди (ок. 1580 — 16 декабря 1651), сын предыдущего, граф Мит с 1627 года.

## Графы Мит (1627)
- 1627—1651: Уильям Брабазон, 1-й граф Мит (1580 — 16 декабря 1651), сын и преемник Эдварда Брабазона, 1-го барона Арди;
- 1651—1675: Эдвард Брабазон, 2-й граф Мит (1610 — 25 марта 1675), сын предыдущего;
- 1675—1685: Уильям Брабазон, 3-й граф Мит (1635 — 27 февраля 1685), старший сын предыдущего;
- 1685—1707: Эдвард Брабазон, 4-й граф Мит (1638 — 22 февраля 1707), второй сын 2-го графа Мита;
- 1707—1715: Шамбре Брабазон, 5-й граф Мит (1645 — 1 апреля 1715), младший сын 2-го графа Мита;
- 1715—1763: Чауорт Брабазон, 6-й граф Мит (1686 — 14 мая 1763), старший сын предыдущего;
- 1763—1772: Эдвард Брабазон, 7-й граф Мит (24 ноября 1691 — 24 ноября 1772), младший сын 5-го графа Мита;
- 1772—1790: Энтони Брабазон, 8-й граф Мит (17 февраля 1721 — 4 января 1790), старший сын 7-го графа Мита;
- 1790—1797: Уильям Брабазон, 9-й граф Мит (6 июля 1769 — 26 мая 1797), старший сын предыдущего от второго брака;
- 1797—1851: Джон Шамбре Брабазон, 10-й граф Мит (9 апреля 1772 — 15 марта 1851), младший сын 8-го графа Мита;
- 1851—1887: Уильям Брабазон, 11-й граф Мит (25 октября 1803 — 26 мая 1887), сын предыдущего;
- 1887—1929: Реджинальд Брабазон, 12-й граф Мит (31 июля 1841 — 11 октября 1929), младший сын предыдущего;
- 1929—1949: Реджинальд ле Норманд Брабазон, 13-й граф Мит (24 ноября 1869 — 10 марта 1949), старший сын предыдущего;
- 1949—1989: Энтони Уиндхем Норманд Брабазон, 14-й граф Мит (3 ноября 1910 — 19 декабря 1998), единственный сын предыдущего;
- 1989 — настоящее время: Джон Энтони Брабазон, 15-й граф Мит (род. 11 мая 1941), старший сын предыдущего;
  - Наследник: Энтони Жак Брабазон, лорд Арди (род. 30 января 1977), единственный сын предыдущего;
    - Второй наследник: Алдес Джек Брабазон (род. 21 апреля 2010), единственный сын предыдущего.